# 1562
Il 1562 (MDLXII in numeri romani) è un anno  del XVI secolo.

## Eventi
- Ducato di Savoia - Emanuele Filiberto sposta la capitale da Chambéry a Torino.
- Fondazione dell'Università degli Studi di Sassari.
- 17 gennaio – Editto di St. Germain: in Francia viene sancito il riconoscimento degli ugonotti, ai quali viene data libertà di riunirsi solo fuori delle città e di celebrare i riti religiosi solo nelle case private.
- 1º marzo – Strage di Wassy: un gruppo di ugonotti viene massacrato durante una funzione religiosa dai seguaci del duca di Guisa, determinando così la guerra civile.
- 30 aprile – Una spedizione esplorativa francese, guidata dal capitano e corsaro Jean Ribaut, sbarca in Florida, dove fonda un avamposto: Charlesfort (così chiamato in onore del re Carlo IX).
- 24 agosto – ad Ávila Teresa di Gesù fonda il primo monastero delle Carmelitane Scalze.
- 19 ottobre – Naufragio de La Herradura, una violenta tempesta affonda venticinque galee spagnole, nel disastro persero la vita 5000 persone .
- 20 ottobre – Reggio Calabria: una forte scossa sismica fa sprofondare Punta Calamizzi, l'antica foce del Calopinace, privando per quasi tre secoli la città del suo porto naturale.

## Nati

### Gennaio
- 8 gennaio - Cosimo Gamberucci, pittore italiano († 1621)
- 12 gennaio - Carlo Emanuele I di Savoia, nobile italiano († 1630)
- 16 gennaio - Juan Torres de Osorio, vescovo spagnolo († 1632)

### Febbraio
- 2 febbraio - Ippolito Buzio, scultore italiano († 1634)
- 12 febbraio - Maria del Lussemburgo, duchessa francese († 1623)
- 15 febbraio - Maeda Toshinaga, militare giapponese († 1614)
- 15 febbraio - Pierre-Antoine Rascas, numismatico e antiquario francese († 1620)

### Marzo
- 25 marzo - Sebastiano Bagolino, poeta italiano († 1604)
- 27 marzo - Jacob Gretser, drammaturgo, teologo e storico tedesco († 1625)

### Aprile
- 24 aprile - Xu Guangqi, funzionario, matematico e agronomo cinese († 1633)
- 25 aprile - Federico Guglielmo I di Sassonia-Weimar, duca († 1602)

### Maggio
- 6 maggio - Pietro Bernini, pittore e scultore italiano († 1629)
- 26 maggio - Giacomo III di Baden-Hachberg, nobile tedesco († 1590)
- 28 maggio - Carlo Barberini, militare e nobile italiano († 1630)
- 29 maggio - Giovanni Guglielmo di Jülich-Kleve-Berg, duca († 1609)

### Giugno
- 6 giugno - Tsutsui Sadatsugu, militare giapponese († 1615)
- 24 giugno - François de Joyeuse, cardinale e arcivescovo cattolico francese († 1615)

### Luglio
- 25 luglio - Katō Kiyomasa, militare giapponese († 1611)
- 29 luglio - Pedro González del Castillo, vescovo cattolico spagnolo († 1627)

### Agosto
- 19 agosto - Carlo II di Borbone-Vendôme, cardinale e arcivescovo cattolico francese († 1594)
- 26 agosto - Bartolomé Leonardo de Argensola, poeta, storico e presbitero spagnolo († 1631)

### Settembre
- 1º settembre - Giorgio di Nassau-Dillenburg, nobile tedesco († 1623)
- 21 settembre - Vincenzo I Gonzaga, generale e collezionista d'arte italiano († 1612)
- 24 settembre - Ercole di Monaco, nobile monegasco († 1604)

### Ottobre
- 4 ottobre - Christen Sørensen Longomontanus, astronomo danese († 1647)
- 8 ottobre - Cesare d'Este, nobile italiano († 1628)
- 19 ottobre - George Abbot, arcivescovo anglicano inglese († 1633)
- 31 ottobre - Giovanni Guler von Weineck, diplomatico, storico e cartografo svizzero († 1637)
- 31 ottobre - Adam Haslmayr, filosofo austriaco († 1630)

### Novembre
- 2 novembre - Cristoforo Canal, politico italiano († 1602)
- 6 novembre - Francesco Sforza, cardinale italiano († 1624)
- 25 novembre - Lope de Vega, scrittore, poeta e drammaturgo spagnolo († 1635)

### Senza giorno specificato
- Marcello Adriani il Giovane, filologo e letterato italiano († 1604)
- Alauddin Riayat Shah III di Johor, sovrano malese († 1615)
- Isabella Andreini, attrice teatrale, scrittrice e poetessa italiana († 1604)
- Giovanni Arca, scrittore, storico e gesuita italiano († 1599)
- Pietro Arcudio, teologo greco († 1633)
- Alessandro Bisnato, ingegnere italiano
- Giuseppe Bonachia, ceramista italiano
- John Bull, compositore fiammingo († 1628)
- Pietro Caetani, VI duca di Sermoneta, militare italiano († 1614)
- Alfonso Capra, militare italiano († 1638)
- Fabrizio Castello, pittore italiano († 1617)
- Felice Centini, cardinale e vescovo cattolico italiano († 1641)
- Domenico Codagli, religioso e scrittore italiano
- Henry Constable, poeta inglese († 1613)
- Cornelis van Haarlem, pittore e artista olandese († 1638)
- Jerònimo Cortés, astronomo spagnolo († 1637)
- Samuel Daniel, poeta inglese († 1619)
- Maria Vittoria De Fornari Strata, religiosa italiana († 1617)
- Francisco Diago, storico spagnolo († 1615)
- Ferraù Fenzoni, pittore italiano († 1645)
- Barbara Gamage, nobile gallese († 1621)
- Francis Godwin, vescovo anglicano e storico inglese († 1633)
- Carlo di Gontaut, nobile francese († 1602)
- Zygmunt Gonzaga Myszkowski, nobile polacco († 1615)
- Margherita Gonzaga, duchessa italiana († 1618)
- George Gordon, I marchese di Huntly, nobile scozzese († 1636)
- Richard Hawkins, pirata, navigatore e esploratore inglese († 1622)
- Lawrence Hyde, avvocato e politico inglese († 1641)
- Hōjō Ujinao, militare giapponese († 1591)
- Kasuya Takenori, militare giapponese († 1607)
- Paolo Camillo Landriani, pittore italiano († 1618)
- Kaspar Lussi, politico e condottiero svizzero († 1608)
- Carlo Gaudenzio Madruzzo, cardinale e vescovo cattolico italiano († 1629)
- Giannangelo Gaudenzio Madruzzo, militare italiano († 1618)
- Giovanni Garzia Mellini, cardinale italiano († 1629)
- Martino Mira, vescovo cattolico italiano († 1619)
- Nicolò Molin, ambasciatore italiano († 1608)
- Natsuka Masaie, militare giapponese († 1600)
- Pietro Provedi, architetto italiano († 1623)
- Claudio Rangoni, vescovo cattolico italiano († 1619)
- Oliva Sabuco de Nantes Barrera, scrittrice e filosofa spagnola
- Ortensio Scammacca, drammaturgo italiano († 1648)
- Giovanni Severano, religioso e scrittore italiano († 1640)
- Andrea Spinola, doge († 1641)
- Jan Pieterszoon Sweelinck, compositore e organista olandese († 1621)
- Jean Titelouze, organista, compositore e poeta francese († 1633)
- Gabriel Trejo y Paniagua, cardinale e arcivescovo cattolico spagnolo († 1630)
- Gaspare Vazzano, pittore italiano († 1630)
- Giovanni Vincenzo Verzellino, storico italiano († 1638)
- Hendrik Cornelisz Vroom, pittore, incisore e disegnatore olandese († 1640)
- John Wolstenholme, mercante inglese († 1639)
- Maria d'Avalos, nobildonna italiana († 1590)
- Bento de Góis, missionario portoghese († 1607)
- Juan de Jáuregui, criminale spagnolo († 1582)
- Alonso de Ledesma, poeta e scrittore spagnolo († 1623)
- Carlo II di Cossé, nobile e militare francese († 1621)

## Morti

### Gennaio
- 17 gennaio - Bonaventura Fauni-Pio, teologo e vescovo cattolico italiano (n. 1496)
- 24 gennaio - Pietro Fortini, poeta, scrittore e commediografo italiano

### Marzo
- 14 marzo - Giovanni Domenico Roncalli, mercante e politico italiano (n. 1530)

### Aprile
- 1º aprile - Pedro Angulo, vescovo cattolico e missionario spagnolo (n. 1500)
- 22 aprile - François II de Tournon, cardinale e politico francese (n. 1489)

### Maggio
- 6 maggio - Paul de Thermes, generale francese (n. 1482)
- 14 maggio - Lelio Sozzini, teologo italiano (n. 1525)

### Giugno
- 14 giugno - Karl Aegeri, pittore svizzero (n. 1510)
- 18 giugno - Cristoforo Canal, ammiraglio italiano (n. 1510)
- 29 giugno - Bartolomé de la Cueva y Toledo, cardinale e arcivescovo cattolico spagnolo (n. 1499)

### Luglio
- 23 luglio - Götz von Berlichingen, mercenario tedesco
- 31 luglio - Jacques de Montgomery, militare francese

### Agosto
- 1º agosto - Virgil Solis, incisore, tipografo e pittore tedesco (n. 1514)
- 3 agosto - John de Vere, XVI conte di Oxford, conte britannico (n. 1516)

### Settembre
- 5 settembre - Katharina Zell, scrittrice belga (n. 1497)
- 14 settembre - Paschase Broët, gesuita francese
- 24 settembre - Henry Grey, IV conte di Kent, nobile inglese (n. 1495)

### Ottobre
- 9 ottobre - Anna d'Alençon, nobile (n. 1492)
- 9 ottobre - Gabriele Falloppio, anatomista, botanico e medico italiano
- 13 ottobre - Claudin de Sermisy, compositore e cantore francese
- 18 ottobre - Pietro d'Alcántara, religioso, presbitero e santo spagnolo (n. 1499)
- 28 ottobre - George Gordon, IV conte di Huntly, nobile scozzese (n. 1514)

### Novembre
- 6 novembre - Achille Bocchi, umanista italiano (n. 1488)
- 6 novembre - Stefano Speroni, pittore italiano (n. 1502)
- 12 novembre - Pietro Martire Vermigli, teologo italiano (n. 1499)
- 17 novembre - Antonio di Borbone-Vendôme, sovrano francese (n. 1518)
- 20 novembre - Giovanni di Cosimo I de' Medici, cardinale italiano (n. 1543)

### Dicembre
- 5 dicembre - Giovanni di Lorenzo, pittore italiano (n. 1487)
- 6 dicembre - Nicolas Audet, religioso cipriota (n. 1481)
- 6 dicembre - Jan van Scorel, pittore olandese (n. 1495)
- 6 dicembre - Garzia de' Medici, nobile italiano (n. 1547)
- 7 dicembre - Adrian Willaert, compositore fiammingo (n. 1490)
- 13 dicembre - Giovanni Marinoni, presbitero italiano (n. 1490)
- 17 dicembre - Eleonora di Toledo, sovrana spagnola (n. 1522)
- 19 dicembre - Francesco II di Nevers, nobile e militare francese (n. 1540)
- 19 dicembre - Jacques d'Albon de Saint-André, militare francese (n. 1505)
- 22 dicembre - João Nunes Barreto, patriarca cattolico e gesuita portoghese (n. 1519)

### Senza giorno specificato
- Francesco Alighieri, letterato e religioso italiano (n. 1500)
- Christoph Amberger, pittore tedesco
- Francesco Brea, pittore italiano (n. 1495)
- George Cavendish, scrittore britannico (n. 1497)
- Jean Duvet, incisore, orafo e medaglista francese (n. 1485)
- Giulio Gherlandi, religioso italiano
- Galeazzo Gonzaga, politico e poeta italiano (n. 1509)
- Cristóbal de Guzmán Cecetzin, nobile
- Nicolas Karcher, artista fiammingo
- Namioka Tomokazu, militare giapponese (n. 1532)
- Thomas Lambrit, scienziato e incisore olandese (n. 1510)
- Martino Montanini, scultore e architetto italiano (n. 1505)
- Antonio de' Nobili, funzionario italiano
- Tamás Nádasdy, militare ungherese (n. 1498)
- Jan Rost, artigiano e imprenditore fiammingo
- Francesco Torbido, pittore italiano (n. 1482)
- Bartolomeo Zuccato, notaio e storico italiano (n. 1492)
- Antoine, I conte de Noailles, nobile, ammiraglio e diplomatico francese (n. 1504)

## Calendario
| Calendario 1562 | Calendario 1562 | Calendario 1562 | Calendario 1562 | Calendario 1562 | Calendario 1562 | Calendario 1562 | Calendario 1562 | Calendario 1562 | Calendario 1562 | Calendario 1562 | Calendario 1562 | Calendario 1562 | Calendario 1562 | Calendario 1562 | Calendario 1562 | Calendario 1562 | Calendario 1562 | Calendario 1562 | Calendario 1562 | Calendario 1562 | Calendario 1562 | Calendario 1562 | Calendario 1562 | Calendario 1562 | Calendario 1562 | Calendario 1562 | Calendario 1562 | Calendario 1562 | Calendario 1562 | Calendario 1562 | Calendario 1562 | Calendario 1562 |
| --------------- | --------------- | --------------- | --------------- | --------------- | --------------- | --------------- | --------------- | --------------- | --------------- | --------------- | --------------- | --------------- | --------------- | --------------- | --------------- | --------------- | --------------- | --------------- | --------------- | --------------- | --------------- | --------------- | --------------- | --------------- | --------------- | --------------- | --------------- | --------------- | --------------- | --------------- | --------------- | --------------- |
|                 | 1               | 2               | 3               | 4               | 5               | 6               | 7               | 8               | 9               | 10              | 11              | 12              | 13              | 14              | 15              | 16              | 17              | 18              | 19              | 20              | 21              | 22              | 23              | 24              | 25              | 26              | 27              | 28              | 29              | 30              | 31              |                 |
| Gennaio         | Gi              | Ve              | Sa              | Do              | Lu              | Ma              | Me              | Gi              | Ve              | Sa              | Do              | Lu              | Ma              | Me              | Gi              | Ve              | Sa              | Do              | Lu              | Ma              | Me              | Gi              | Ve              | Sa              | Do              | Lu              | Ma              | Me              | Gi              | Ve              | Sa              |                 |
| Febbraio        | Do              | Lu              | Ma              | Me              | Gi              | Ve              | Sa              | Do              | Lu              | Ma              | Me              | Gi              | Ve              | Sa              | Do              | Lu              | Ma              | Me              | Gi              | Ve              | Sa              | Do              | Lu              | Ma              | Me              | Gi              | Ve              | Sa              |                 |                 |                 |                 |
| Marzo           | Do              | Lu              | Ma              | Me              | Gi              | Ve              | Sa              | Do              | Lu              | Ma              | Me              | Gi              | Ve              | Sa              | Do              | Lu              | Ma              | Me              | Gi              | Ve              | Sa              | Do              | Lu              | Ma              | Me              | Gi              | Ve              | Sa              | Do              | Lu              | Ma              |                 |
| Aprile          | Me              | Gi              | Ve              | Sa              | Do              | Lu              | Ma              | Me              | Gi              | Ve              | Sa              | Do              | Lu              | Ma              | Me              | Gi              | Ve              | Sa              | Do              | Lu              | Ma              | Me              | Gi              | Ve              | Sa              | Do              | Lu              | Ma              | Me              | Gi              |                 |                 |
| Maggio          | Ve              | Sa              | Do              | Lu              | Ma              | Me              | Gi              | Ve              | Sa              | Do              | Lu              | Ma              | Me              | Gi              | Ve              | Sa              | Do              | Lu              | Ma              | Me              | Gi              | Ve              | Sa              | Do              | Lu              | Ma              | Me              | Gi              | Ve              | Sa              | Do              |                 |
| Giugno          | Lu              | Ma              | Me              | Gi              | Ve              | Sa              | Do              | Lu              | Ma              | Me              | Gi              | Ve              | Sa              | Do              | Lu              | Ma              | Me              | Gi              | Ve              | Sa              | Do              | Lu              | Ma              | Me              | Gi              | Ve              | Sa              | Do              | Lu              | Ma              |                 |                 |
| Luglio          | Me              | Gi              | Ve              | Sa              | Do              | Lu              | Ma              | Me              | Gi              | Ve              | Sa              | Do              | Lu              | Ma              | Me              | Gi              | Ve              | Sa              | Do              | Lu              | Ma              | Me              | Gi              | Ve              | Sa              | Do              | Lu              | Ma              | Me              | Gi              | Ve              |                 |
| Agosto          | Sa              | Do              | Lu              | Ma              | Me              | Gi              | Ve              | Sa              | Do              | Lu              | Ma              | Me              | Gi              | Ve              | Sa              | Do              | Lu              | Ma              | Me              | Gi              | Ve              | Sa              | Do              | Lu              | Ma              | Me              | Gi              | Ve              | Sa              | Do              | Lu              |                 |
| Settembre       | Ma              | Me              | Gi              | Ve              | Sa              | Do              | Lu              | Ma              | Me              | Gi              | Ve              | Sa              | Do              | Lu              | Ma              | Me              | Gi              | Ve              | Sa              | Do              | Lu              | Ma              | Me              | Gi              | Ve              | Sa              | Do              | Lu              | Ma              | Me              |                 |                 |
| Ottobre         | Gi              | Ve              | Sa              | Do              | Lu              | Ma              | Me              | Gi              | Ve              | Sa              | Do              | Lu              | Ma              | Me              | Gi              | Ve              | Sa              | Do              | Lu              | Ma              | Me              | Gi              | Ve              | Sa              | Do              | Lu              | Ma              | Me              | Gi              | Ve              | Sa              |                 |
| Novembre        | Do              | Lu              | Ma              | Me              | Gi              | Ve              | Sa              | Do              | Lu              | Ma              | Me              | Gi              | Ve              | Sa              | Do              | Lu              | Ma              | Me              | Gi              | Ve              | Sa              | Do              | Lu              | Ma              | Me              | Gi              | Ve              | Sa              | Do              | Lu              |                 |                 |
| Dicembre        | Ma              | Me              | Gi              | Ve              | Sa              | Do              | Lu              | Ma              | Me              | Gi              | Ve              | Sa              | Do              | Lu              | Ma              | Me              | Gi              | Ve              | Sa              | Do              | Lu              | Ma              | Me              | Gi              | Ve              | Sa              | Do              | Lu              | Ma              | Me              | Gi              |                 |